# 德宏冬青
德宏冬青（学名：Ilex dehongensis）是冬青科冬青属的植物，是中国的特有植物。分布于中国大陆的云南等地，生长于海拔900米至1,000米的地区，一般生长在潮湿林中，目前尚未由人工引种栽培。